# Lungälvsravinerna
Lungälvsravinerna är ett naturreservat inom naturvårdsområdet Brattforsheden i Filipstads kommun i Värmlands län.
Området är naturskyddat sedan 1984 och är 247 hektar stort. Reservatet består av mager tallskog och mossar. 